# Sapphire Technology
 (octobre 2013).
Si vous disposez d'ouvrages ou d'articles de référence ou si vous connaissez des sites web de qualité traitant du thème abordé ici, merci de compléter l'article en donnant les références utiles à sa vérifiabilité et en les liant à la section « Notes et références ».
Sapphire Technology, Inc. Ltd. est une société basée à Hong Kong, principalement spécialisée dans la construction de cartes graphiques à base de chipset graphique AMD, anciennement ATI.

## Description
Saphire est un des principaux partenaires d'ATI. L'entreprise fabrique de nombreux modèles de cartes graphiques basés sur une puce ATI/AMD, appelés généralement Radeon, Radeon HD ou encore R9.
Ses offres groupées, tels les bundles de jeux Never Settle proposé par AMD, généralement riches,  ainsi que l'utilisation de refroidissements à air spécifiques, comme le Tri-X, ou le Dual-X, ont contribué à sa réputation et à sa reconnaissance mondiale.[réf. nécessaire]